# Spoorlijn Cahors - Moissac
De spoorlijn Cahors - Moissac is een nooit voltooide Franse spoorlijn van Cahors naar Moissac. De lijn zou 61,6 km lang worden en heeft als lijnnummer 633 000.

## Geschiedenis
De Compagnie du chemin de fer de Paris à Orléans toonde weinig interesse voor het bouwen van de lijn. Vlak voor de Eerste Wereldoorlog werd begonnen met de aanleg en in de jaren 1920 was de infrastructuur gereed. Hierna is de lijn echter nooit volledig afgebouwd en geëxploiteerd.

## Aansluitingen
In de volgende plaatsen zou er een aansluiting zijn op de volgende spoorlijnen:
Cahors
RFN 590 000, spoorlijn tussen Les Aubrais-Orléans en Montauban-Ville-Bourbon
RFN 632 000, spoorlijn tussen Monsempron-Libos en Cahors
RFN 724 000, spoorlijn tussen Cahors en Capdenac
Moissac
RFN 640 000, spoorlijn tussen Bordeaux-Saint-Jean en Sète-Ville